# القصبة (المخادر)

تعديل مصدري - تعديل

القصبة محلة تابعة لقرية المنارة، التابعة لعزلة المعشار بمديرية المخادر إحدى مديريات محافظة إب في الجمهورية اليمنية، بلغ تعداد سكانها 51 حسب تعداد اليمن لعام 2004.